# Agresor tęczowy
Agresor tęczowy (Crenuchus spilurus) – gatunek słodkowodnej ryby kąsaczokształtnej z rodziny Crenuchidae, jedyny przedstawiciel rodzaju Crenuchus. Bywa hodowany w akwariach.

## Występowanie
W naturze jest dość słabo poznanym gatunkiem. Zasiedla rzeki Ameryki Południowej, gdzie występuje w zlewiskach Amazonki, Rio Negro i Orinoko oraz w mniejszych rzekach Gujany.

## Opis
Ryba  barwy czerwono brązowej w górnej, grzbietowej części. Od strony brzusznej bywa jaśniejsza, w kolorze żółtym lub żółtawym. Wzdłuż całego ciała przebiega jaśniejszy pas. Płetwy brzuszne w kolorze czerwonym. Płetwy: grzbietowa, odbytowa i ogonowa czerwone z deseniem w kolorze brązowym. Płetwa grzbietowa jest wydłużona, z 10–11 promieniami. U nasady płetwy ogonowej agresora tęczowego znajduje się ciemna plamka. 

## Ekologia
Przebywa w różnych kryjówkach, gdzie żyje samotnie broniąc dostępu do swojego terytorium przed osobnikami z tego samego oraz innych gatunków.

## Dymorfizm płciowy
Samiec dorasta do 6 cm długości, samice są nieco mniejsze.

## Hodowla w akwarium
| Zalecane warunki w akwarium | Zalecane warunki w akwarium                                                          |
| --------------------------- | ------------------------------------------------------------------------------------ |
| Zbiornik                    |                                                                                      |
| Temperatura wody            | 24–28°C                                                                              |
| Twardość wody               | 6–7                                                                                  |
| Skala pH                    | 5,5–6,5                                                                              |
| pokarm                      | larwy jętek, widłonogi, małżoraczkami, rureczniki, pokarm roślinny w postaci płatków |

## Rozród
Doprowadzenie do rozrodu w akwarium bywa trudne. W dobrych warunkach hodowlanych samica może złożyć ikrę bezpośrednio na podłożu. Po zapłodnieniu samiec układa ją na przygotowanych kamieniach i upatrzonych roślinach. Bezpośrednia opieka nad złożoną ikrą spada na samca, on też opiekuje się nowo wylęgłym narybkiem.